# Yves Chastan
Pour les articles homonymes, voir Chastan.
Yves Chastan, né le 20 avril 1948 à Dieulefit (Drôme), est un homme politique français, maire de Privas de 2006 à 2014 et sénateur de l'Ardèche de 2008 à 2014.

## Biographie
Fonctionnaire de catégorie A en disponibilité, Yves Chastan commence sa carrière politique en juin 1995, quand il est élu maire de Saint-Priest, près de Privas, sous l'étiquette du Parti socialiste. En 1997, il est choisi par Pascal Terrasse pour être son suppléant et il le restera jusqu'en 2007. En mars 1998, il est élu conseiller général de l'Ardèche en succédant au maire de Privas Amédée Imbert dans le canton de Privas et est réélu en 2004.
Yves Chastan est également suppléant du député de la 1re circonscription de l'Ardèche, Pascal Terrasse de 1997 à 2007.
À partir de 2001, il se tourne vers Privas, où il conduit la même année une liste PS-PC-Verts, qui est battue sur le fil par celle de Michel Valla. Des démissions au sein de la municipalité de ce dernier entraînent de nouvelles élections le 12 mars 2006, qui sont remportées par Yves Chastan dès le premier tour, après 61 ans de règne de la droite.
Il est réélu maire de Privas en mars 2008 au premier tour avec 60,7 % des voix. Cette même année, profitant de la dynamique créée par la réélection de Michel Teston dès le premier tour avec 53,58 % des voix, il est élu sénateur battant de six voix au second tour de scrutin l'UMP Jacques Genest.
Démissionnaire de son poste de conseiller général en raison du cumul de mandats, il est remplacé le 29 mars 2009 par le socialiste Hervé Saulignac.
Le 30 mars 2014, il est battu aux municipales par Michel Valla qui obtient 52,55 %, la liste Chastan 39,69 % et Christian Grangis (FN) 7,76 %. Quelques jours après son élection comme conseiller municipal d'opposition à Privas, il démissionne. Il n'est pas candidat à sa succession lors des élections sénatoriales de septembre 2014.

## Mandats
- 25 juin 1995 - 11 mars 2001 : Maire de Saint-Priest
- 1er juin 1997 - 17 juin 2007 : député-suppléant de la 1re circonscription de l'Ardèche
- 27 mars 1998 - 29 mars 2009 : Conseiller général du canton de Privas
- 11 mars 2001 - 19 mars 2006 : Conseiller municipal d'opposition de Privas
- 19 mars 2006 - 4 avril 2014 : Maire de Privas
- 21 septembre 2008 - 30 septembre 2014 : Sénateur de l'Ardèche
- 1er janvier 2014 - 16 avril 2014 : Président de la Communauté d'Agglomération Privas Centre Ardèche